# Гонди, Пьер де
Пьер де Гонди (фр. Pierre de Gondi; 1533, Лион — 17 февраля 1616, Париж) — французский кардинал, епископ Парижа (1568—1597). Представитель знатного франко-итальянского рода Гонди. Первый парижский епископ из этой семьи. Его родственники возглавляли епархию вплоть до 1662 года.

## Биография
Пьер де Гонди родился в Лионе в семье Антуана де Гонди и Катерины де Пьервив. Обучался в Сорбонне, затем в Тулузском университете (докторат utroque iure, по каноническому и гражданскому праву).
Благодаря протекции своего родного брата Альбера де Гонди, главного фаворита короля Карла IX, получил доступ к высшим кругам королевского двора в Париже, получил от короля ряд бенефициев, был аббатом-коммендатором двух монастырей, канцлером королевы Елизаветы Австрийской, хранителем сокровищницы Сен-Шапель.
В 1566 году был назначен епископом Лангра, 19 мая того же года получил епископское посвящение. Занимал кафедру Лангра до 1568 года, когда был переведён на парижскую кафедру. 14 декабря 1569 года вступил в управление парижской епархией. Вступление Пьера де Гонди на кафедру Парижа в 1569 году открыло почти столетний период, когда на этой кафедре сменяли друг друга четыре представителя рода Гонди.
Гонди был представителем Франции перед Святым Престолом в понтификат Пия V. В 1576—1577 году председательствовал на Генеральных Штатах в Париже. В 1578 году стал одним из первых командоров учреждённого королём Генрихом III Ордена Святого Духа.
На консистории 18 декабря 1587 года Гонди был назван папой Сикстом V кардиналом с титулом Сан-Сильвестро-ин-Капите.
14 сентября 1594 года на торжественной церемонии принял короля Генриха Наваррского в соборе Парижа после его отречения от протестантов и примирения с Католической церковью. В 1596 году председательствовал на Генеральных Штатах в Руане. В 1597 году подал в отставку с поста парижского епископа, на кафедре его сменил племянник, Анри де Гонди. В 1606 году крестил в Фонтенбло будущего короля Людовика XIII, а в 1610 году принимал участие в коронации Марии Медичи.
Гонди умер 17 февраля 1616 года в Париже и был похоронен в капелле Гонди в соборе Парижской Богоматери.